# Flecha Brabanzona de 2023
A 63.ª edição da clássica de ciclismo Flecha Brabanzona foi uma corrida na Bélgica que se celebrou a 12 de abril de 2023 sobre um percurso de 205,1 quilómetros com início o município de Lovaina e final na cidade de Overijse.
A corrida fez parte do UCI ProSeries de 2023, calendário ciclístico mundial de segunda divisão, dentro da categoria UCI 1.pro e foi vencida pelo francês Dorian Godon do AG2R Citroën. Completaram o pódio, como segundo e terceiro classificado respectivamente, o irlandês Ben Healy do EF Education-EasyPost e o também francês Benoît Cosnefroy da mesma equipa que o vencedor.

## Equipas participantes
Nesta ocasião fizeram parte da corrida 20 equipas, 11 de categoria UCI WorldTeam e 9 de categoria UCI ProTeam. Formaram assim um pelotão de 133 ciclistas dos que acabaram 61. As equipas participantes foram:
| Equipes WorldTeam (11)- AG2R Citroën Team - Alpecin-Deceuninck - Bahrain Victorious - Cofidis - EF Education-EasyPost - Ineos Grenadiers - Intermarché-Circus-Wanty - Soudal Quick-Step - Arkéa-Samsic - Trek-Segafredo - UAE Team Emirates Equipes ProTeam (9)- Bingoal WB - Bolton Equities Black Spoke Pro Cycling - Human Powered Health - Israel-Premier Tech - Lotto Dstny - Q36.5 Pro Cycling Team - Team Flanders-Baloise - Tudor Pro Cycling Team - Uno-X Pro Cycling Team |
| |

## Classificação final
- A classificação finalizou da seguinte forma:[3]

| \| Classificação geral \| Classificação geral \| Classificação geral \| Classificação geral \| Classificação geral \| \| Ciclista \| Ciclista \| Equipe \| Tempo \| \| \| ------------------- \| ------------------- \| ---------------------- \| ------------------- \| ------------------- \| \| 1. \| Dorian Godon \| AG2R Citroën Team \| 4h32m20s \| \| \| 2. \| Ben Healy \| EF Education-EasyPost \| + 1s \| \| \| 3. \| Benoît Cosnefroy \| AG2R Citroën Team \| + 21s \| \| \| 4. \| Rémi Cavagna \| Soudal Quick-Step \| + 24s \| \| \| 5. \| Axel Zingle \| Cofidis \| + 25s \| \| \| 6. \| Alexander Kamp \| Tudor Pro Cycling Team \| + 25s \| \| \| 7. \| Arnaud De Lie \| Lotto Dstny \| + 25s \| \| \| 8. \| Andrea Bagioli \| Soudal Quick-Step \| + 25s \| \| \| 9. \| Toms Skujiņš \| Trek-Segafredo \| + 25s \| \| \| 10. \| Kim Heiduk \| Ineos Grenadiers \| + 25s \| \| |                  |                        |          |
| |                  |                        |          |
| Fonte: ProCyclingStats |                  |                        |          |
| Classificação geral |                  |                        |          |
| Ciclista | Ciclista         | Equipe                 | Tempo    |
| 1. | Dorian Godon     | AG2R Citroën Team      | 4h32m20s |
| 2. | Ben Healy        | EF Education-EasyPost  | + 1s     |
| 3. | Benoît Cosnefroy | AG2R Citroën Team      | + 21s    |
| 4. | Rémi Cavagna     | Soudal Quick-Step      | + 24s    |
| 5. | Axel Zingle      | Cofidis                | + 25s    |
| 6. | Alexander Kamp   | Tudor Pro Cycling Team | + 25s    |
| 7. | Arnaud De Lie    | Lotto Dstny            | + 25s    |
| 8. | Andrea Bagioli   | Soudal Quick-Step      | + 25s    |
| 9. | Toms Skujiņš     | Trek-Segafredo         | + 25s    |
| 10. | Kim Heiduk       | Ineos Grenadiers       | + 25s    |

## Ciclistas participantes e posições finais
| Ineos Grenadiers IGD | Ineos Grenadiers IGD     | Ineos Grenadiers IGD |
| -------------------- | ------------------------ | -------------------- |
| Num                  | Ciclista                 | Pos                  |
| 1                    | Michał Kwiatkowski (POL) | DNF                  |
| 2                    | Leo Hayter (GBR)         | DNF                  |
| 3                    | Cameron Wurf (AUS)       | DNF                  |
| 4                    | Michael Leonard (CAN)    | DNF                  |
| 5                    | Joshua Tarling (GBR)     | 58.                  |
| 6                    | Brandon Rivera (COL)     | DNF                  |
| 7                    | Kim Heiduk (GER)         | 10.                  |

| Soudal Quick-Step SOQ | Soudal Quick-Step SOQ | Soudal Quick-Step SOQ |
| --------------------- | --------------------- | --------------------- |
| Num                   | Ciclista              | Pos                   |
| 11                    | Andrea Bagioli (ITA)  | 8.                    |
| 12                    | Rémi Cavagna (FRA)    | 4.                    |
| 13                    | Dries Devenyns (BEL)  | 44.                   |
| 14                    | Jordi Warlop (BEL)    | 29.                   |
| 15                    | Jannik Steimle (GER)  | 53.                   |
| 16                    | Martin Svrček (SVK)   | DNF                   |
| 17                    | Stan Van Tricht (BEL) | 26.                   |

| Alpecin-Deceuninck ADC | Alpecin-Deceuninck ADC     | Alpecin-Deceuninck ADC |
| ---------------------- | -------------------------- | ---------------------- |
| Num                    | Ciclista                   | Pos                    |
| 21                     | Quinten Hermans (BEL)      | 11.                    |
| 22                     | Axel Laurance (FRA)        | 32.                    |
| 23                     | Søren Kragh Andersen (DEN) | DNF                    |
| 24                     | Jason Osborne (GER)        | DNF                    |
| 25                     | Xandro Meurisse (BEL)      | DNF                    |
| 26                     | Robert Stannard (AUS)      | 18.                    |
| 27                     | Gianni Vermeersch (BEL)    | DNF                    |

| Intermarché-Circus-Wanty ICW | Intermarché-Circus-Wanty ICW | Intermarché-Circus-Wanty ICW |
| ---------------------------- | ---------------------------- | ---------------------------- |
| Num                          | Ciclista                     | Pos                          |
| 31                           | Francesco Busatto (ITA)      | 14.                          |
| 32                           | Lilian Calmejane (FRA)       | 24.                          |
| 33                           | Dries De Pooter (BEL)        | DNF                          |
| 34                           | Jelle Vermoote (BEL)         | DNF                          |
| 35                           | Tom Paquot (BEL)             | DNF                          |
| 36                           | Dion Smith (NZL)             | DNF                          |
| 37                           | Loïc Vliegen (BEL)           | DNF                          |

| Lotto Dstny LTD | Lotto Dstny LTD                  | Lotto Dstny LTD |
| --------------- | -------------------------------- | --------------- |
| Num             | Ciclista                         | Pos             |
| 41              | Arnaud De Lie (BEL)              | 7.              |
| 42              | Jarrad Drizners (AUS)            | DNF             |
| 43              | Pascal Eenkhoorn (NED) (estrada) | 34.             |
| 44              | Andreas Kron (DEN)               | 35.             |
| 45              | Mathijs Paasschens (NED)         | DNF             |
| 46              | Arjen Livyns (BEL)               | DNF             |
| 47              | Florian Vermeersch (BEL)         | 43.             |

| AG2R Citroën Team ACT | AG2R Citroën Team ACT   | AG2R Citroën Team ACT |
| --------------------- | ----------------------- | --------------------- |
| Num                   | Ciclista                | Pos                   |
| 51                    | Benoît Cosnefroy (FRA)  | 3.                    |
| 52                    | Stan Dewulf (BEL)       | DNF                   |
| 53                    | Dorian Godon (FRA)      | 1.                    |
| 54                    | Oliver Naesen (BEL)     | DNF                   |
| 55                    | Michael Schär (SUI)     | DNF                   |
| 56                    | Lawrence Naesen (BEL)   | DNF                   |
| 57                    | Greg Van Avermaet (BEL) | DNF                   |

| Bahrain Victorious TBV | Bahrain Victorious TBV | Bahrain Victorious TBV |
| ---------------------- | ---------------------- | ---------------------- |
| Num                    | Ciclista               | Pos                    |
| 61                     | Wout Poels (NED)       | 30.                    |
| 62                     | Nikias Arndt (GER)     | 15.                    |
| 63                     | Matevž Govekar (SLO)   | DNF                    |
| 64                     | Fran Miholjević (CRO)  | DNF                    |
| 65                     | Nicolò Buratti (ITA)   | 59.                    |
| 67                     | Jonathan Milan (ITA)   | 60.                    |

| Cofidis COF | Cofidis COF              | Cofidis COF |
| ----------- | ------------------------ | ----------- |
| Num         | Ciclista                 | Pos         |
| 71          | Axel Zingle (FRA)        | 5.          |
| 73          | André Carvalho (POR)     | DNF         |
| 74          | Eddy Finé (FRA)          | 42.         |
| 76          | Christophe Noppe (BEL)   | DNF         |
| 77          | Alexandre Delettre (FRA) | 45.         |

| EF Education-EasyPost EFE | EF Education-EasyPost EFE | EF Education-EasyPost EFE |
| ------------------------- | ------------------------- | ------------------------- |
| Num                       | Ciclista                  | Pos                       |
| 81                        | Mikkel Honoré (DEN)       | 21.                       |
| 82                        | Ben Healy (IRL)           | 2.                        |
| 83                        | Andrea Piccolo (ITA)      | DNF                       |
| 84                        | Simon Carr (GBR)          | DNF                       |
| 85                        | Sean Quinn (USA)          | DNF                       |
| 87                        | Michael Valgren (DEN)     | 52.                       |

| Arkéa-Samsic ARK | Arkéa-Samsic ARK      | Arkéa-Samsic ARK |
| ---------------- | --------------------- | ---------------- |
| Num              | Ciclista              | Pos              |
| 91               | Warren Barguil (FRA)  | 17.              |
| 93               | Mathis Le Berre (FRA) | 50.              |
| 94               | Kévin Ledanois (FRA)  | DNF              |
| 95               | Łukasz Owsian (POL)   | 49.              |
| 96               | Andrii Ponomar (UKR)  | 25.              |
| 97               | Alan Riou (FRA)       | DNF              |

| Trek-Segafredo TFS | Trek-Segafredo TFS      | Trek-Segafredo TFS |
| ------------------ | ----------------------- | ------------------ |
| Num                | Ciclista                | Pos                |
| 101                | Edward Theuns (BEL)     | DNF                |
| 103                | Markus Hoelgaard (NOR)  | 46.                |
| 104                | Quinn Simmons (USA)     | DNF                |
| 105                | Toms Skujiņš (LAT)      | 9.                 |
| 106                | Asbjørn Hellemose (DEN) | DNF                |
| 107                | Mathias Vacek (CZE)     | 47.                |

| UAE Team Emirates UAD | UAE Team Emirates UAD      | UAE Team Emirates UAD |
| --------------------- | -------------------------- | --------------------- |
| Num                   | Ciclista                   | Pos                   |
| 111                   | Matteo Trentin (ITA)       | DNF                   |
| 112                   | Mikkel Bjerg (DEN)         | DNF                   |
| 113                   | Sjoerd Bax (NED)           | DNF                   |
| 114                   | Alessandro Covi (ITA)      | 13.                   |
| 115                   | Ryan Gibbons (RSA)         | DNF                   |
| 116                   | Marc Hirschi (SUI)         | 19.                   |
| 117                   | Vegard Stake Laengen (NOR) | DNF                   |

| Bingoal WB BWB | Bingoal WB BWB            | Bingoal WB BWB |
| -------------- | ------------------------- | -------------- |
| Num            | Ciclista                  | Pos            |
| 121            | Lucas Jacques (BEL)       | DNF            |
| 122            | Julian Mertens (BEL)      | 22.            |
| 123            | Floris De Tier (BEL)      | DNF            |
| 124            | Dimitri Peyskens (BEL)    | DNF            |
| 125            | Johan Meens (BEL)         | DNF            |
| 126            | Aaron Van der Beken (BEL) | DNF            |
| 127            | Luca Van Boven (BEL)      | DNF            |

| Team Flanders-Baloise TFB | Team Flanders-Baloise TFB | Team Flanders-Baloise TFB |
| ------------------------- | ------------------------- | ------------------------- |
| Num                       | Ciclista                  | Pos                       |
| 131                       | Jenno Berckmoes (BEL)     | 20.                       |
| 132                       | Kamiel Bonneu (BEL)       | 33.                       |
| 133                       | Vito Braet (BEL)          | 16.                       |
| 134                       | Alex Colman (BEL)         | DNF                       |
| 135                       | Sander De Pestel (BEL)    | DNF                       |
| 136                       | Elias Maris (BEL)         | 54.                       |
| 137                       | Ward Vanhoof (BEL)        | DNF                       |

| Bolton Equities Black Spoke Pro Cycling BEB | Bolton Equities Black Spoke Pro Cycling BEB | Bolton Equities Black Spoke Pro Cycling BEB |
| ------------------------------------------- | ------------------------------------------- | ------------------------------------------- |
| Num                                         | Ciclista                                    | Pos                                         |
| 141                                         | Logan Currie (NZL)                          | DNF                                         |
| 142                                         | Aaron Gate (NZL)                            | 51.                                         |
| 143                                         | Ryan Christensen (NZL)                      | DNF                                         |
| 144                                         | James Fouché (NZL)                          | DNF                                         |
| 145                                         | Mark Stewart (GBR)                          | 41.                                         |
| 146                                         | Jacob Scott (GBR)                           | 37.                                         |
| 147                                         | Rory Townsend (IRL) (estrada)               | DNF                                         |

| Human Powered Health HPM | Human Powered Health HPM       | Human Powered Health HPM |
| ------------------------ | ------------------------------ | ------------------------ |
| Num                      | Ciclista                       | Pos                      |
| 151                      | Charles-Étienne Chrétien (CAN) | DNF                      |
| 152                      | Gage Hecht (USA)               | DNF                      |
| 153                      | August Jensen (NOR)            | 48.                      |
| 154                      | Colin Joyce (USA)              | 55.                      |
| 155                      | Wessel Krul (NED)              | DNF                      |
| 156                      | Barnabás Peák (HUN)            | DNF                      |
| 157                      | Adam de Vos (CAN)              | 56.                      |

| Israel-Premier Tech IPT | Israel-Premier Tech IPT | Israel-Premier Tech IPT |
| ----------------------- | ----------------------- | ----------------------- |
| Num                     | Ciclista                | Pos                     |
| 161                     | Tom Van Asbroeck (BEL)  | DNF                     |
| 162                     | Simon Clarke (AUS)      | 40.                     |
| 163                     | Giacomo Nizzolo (ITA)   | DNF                     |
| 164                     | Daryl Impey (RSA)       | DNF                     |
| 165                     | Nick Schultz (AUS)      | DNF                     |
| 166                     | Corbin Strong (NZL)     | 23.                     |
| 167                     | Hugo Houle (CAN)        | 61.                     |

| Q36.5 Pro Cycling Team Q36 | Q36.5 Pro Cycling Team Q36 | Q36.5 Pro Cycling Team Q36 |
| -------------------------- | -------------------------- | -------------------------- |
| Num                        | Ciclista                   | Pos                        |
| 171                        | Jack Bauer (NZL)           | DNF                        |
| 173                        | Kamil Małecki (POL)        | DNF                        |
| 174                        | Cyrus Monk (AUS)           | DNF                        |
| 175                        | Alessandro Fedeli (ITA)    | DNF                        |
| 176                        | Tobias Ludvigsson (SWE)    | DNF                        |
| 177                        | Nickolas Zukowsky (CAN)    | DNF                        |

| Tudor Pro Cycling Team TUD | Tudor Pro Cycling Team TUD     | Tudor Pro Cycling Team TUD |
| -------------------------- | ------------------------------ | -------------------------- |
| Num                        | Ciclista                       | Pos                        |
| 181                        | Nils Brun (SUI)                | 27.                        |
| 182                        | Aloïs Charrin (FRA)            | DNF                        |
| 183                        | Lucas Eriksson (SWE) (estrada) | 36.                        |
| 184                        | Jacob Eriksson (SWE)           | DNF                        |
| 185                        | Alexander Kamp (DEN) (estrada) | 6.                         |
| 186                        | Miká Heming (GER)              | DNF                        |
| 187                        | Arthur Kluckers (LUX)          | 28.                        |

| Uno-X Pro Cycling Team UXT | Uno-X Pro Cycling Team UXT       | Uno-X Pro Cycling Team UXT |
| -------------------------- | -------------------------------- | -------------------------- |
| Num                        | Ciclista                         | Pos                        |
| 191                        | Martin Bugge Urianstad (NOR)     | 39.                        |
| 192                        | Anthon Charmig (DEN)             | 31.                        |
| 193                        | Tord Gudmestad (NOR)             | 38.                        |
| 194                        | Anders Halland Johannessen (NOR) | DNF                        |
| 195                        | Tobias Halland Johannessen (NOR) | 57.                        |
| 196                        | Jacob Hindsgaul Madsen (DEN)     | DNF                        |
| 197                        | Jonas Gregaard (DEN)             | 12.                        |

| Ineos Grenadiers IGD | Ineos Grenadiers IGD     | Ineos Grenadiers IGD |
| -------------------- | ------------------------ | -------------------- |
| Num                  | Ciclista                 | Pos                  |
| 1                    | Michał Kwiatkowski (POL) | DNF                  |
| 2                    | Leo Hayter (GBR)         | DNF                  |
| 3                    | Cameron Wurf (AUS)       | DNF                  |
| 4                    | Michael Leonard (CAN)    | DNF                  |
| 5                    | Joshua Tarling (GBR)     | 58.                  |
| 6                    | Brandon Rivera (COL)     | DNF                  |
| 7                    | Kim Heiduk (GER)         | 10.                  |

| Soudal Quick-Step SOQ | Soudal Quick-Step SOQ | Soudal Quick-Step SOQ |
| --------------------- | --------------------- | --------------------- |
| Num                   | Ciclista              | Pos                   |
| 11                    | Andrea Bagioli (ITA)  | 8.                    |
| 12                    | Rémi Cavagna (FRA)    | 4.                    |
| 13                    | Dries Devenyns (BEL)  | 44.                   |
| 14                    | Jordi Warlop (BEL)    | 29.                   |
| 15                    | Jannik Steimle (GER)  | 53.                   |
| 16                    | Martin Svrček (SVK)   | DNF                   |
| 17                    | Stan Van Tricht (BEL) | 26.                   |

| Alpecin-Deceuninck ADC | Alpecin-Deceuninck ADC     | Alpecin-Deceuninck ADC |
| ---------------------- | -------------------------- | ---------------------- |
| Num                    | Ciclista                   | Pos                    |
| 21                     | Quinten Hermans (BEL)      | 11.                    |
| 22                     | Axel Laurance (FRA)        | 32.                    |
| 23                     | Søren Kragh Andersen (DEN) | DNF                    |
| 24                     | Jason Osborne (GER)        | DNF                    |
| 25                     | Xandro Meurisse (BEL)      | DNF                    |
| 26                     | Robert Stannard (AUS)      | 18.                    |
| 27                     | Gianni Vermeersch (BEL)    | DNF                    |

| Intermarché-Circus-Wanty ICW | Intermarché-Circus-Wanty ICW | Intermarché-Circus-Wanty ICW |
| ---------------------------- | ---------------------------- | ---------------------------- |
| Num                          | Ciclista                     | Pos                          |
| 31                           | Francesco Busatto (ITA)      | 14.                          |
| 32                           | Lilian Calmejane (FRA)       | 24.                          |
| 33                           | Dries De Pooter (BEL)        | DNF                          |
| 34                           | Jelle Vermoote (BEL)         | DNF                          |
| 35                           | Tom Paquot (BEL)             | DNF                          |
| 36                           | Dion Smith (NZL)             | DNF                          |
| 37                           | Loïc Vliegen (BEL)           | DNF                          |

| Lotto Dstny LTD | Lotto Dstny LTD                  | Lotto Dstny LTD |
| --------------- | -------------------------------- | --------------- |
| Num             | Ciclista                         | Pos             |
| 41              | Arnaud De Lie (BEL)              | 7.              |
| 42              | Jarrad Drizners (AUS)            | DNF             |
| 43              | Pascal Eenkhoorn (NED) (estrada) | 34.             |
| 44              | Andreas Kron (DEN)               | 35.             |
| 45              | Mathijs Paasschens (NED)         | DNF             |
| 46              | Arjen Livyns (BEL)               | DNF             |
| 47              | Florian Vermeersch (BEL)         | 43.             |

| AG2R Citroën Team ACT | AG2R Citroën Team ACT   | AG2R Citroën Team ACT |
| --------------------- | ----------------------- | --------------------- |
| Num                   | Ciclista                | Pos                   |
| 51                    | Benoît Cosnefroy (FRA)  | 3.                    |
| 52                    | Stan Dewulf (BEL)       | DNF                   |
| 53                    | Dorian Godon (FRA)      | 1.                    |
| 54                    | Oliver Naesen (BEL)     | DNF                   |
| 55                    | Michael Schär (SUI)     | DNF                   |
| 56                    | Lawrence Naesen (BEL)   | DNF                   |
| 57                    | Greg Van Avermaet (BEL) | DNF                   |

| Bahrain Victorious TBV | Bahrain Victorious TBV | Bahrain Victorious TBV |
| ---------------------- | ---------------------- | ---------------------- |
| Num                    | Ciclista               | Pos                    |
| 61                     | Wout Poels (NED)       | 30.                    |
| 62                     | Nikias Arndt (GER)     | 15.                    |
| 63                     | Matevž Govekar (SLO)   | DNF                    |
| 64                     | Fran Miholjević (CRO)  | DNF                    |
| 65                     | Nicolò Buratti (ITA)   | 59.                    |
| 67                     | Jonathan Milan (ITA)   | 60.                    |

| Cofidis COF | Cofidis COF              | Cofidis COF |
| ----------- | ------------------------ | ----------- |
| Num         | Ciclista                 | Pos         |
| 71          | Axel Zingle (FRA)        | 5.          |
| 73          | André Carvalho (POR)     | DNF         |
| 74          | Eddy Finé (FRA)          | 42.         |
| 76          | Christophe Noppe (BEL)   | DNF         |
| 77          | Alexandre Delettre (FRA) | 45.         |

| EF Education-EasyPost EFE | EF Education-EasyPost EFE | EF Education-EasyPost EFE |
| ------------------------- | ------------------------- | ------------------------- |
| Num                       | Ciclista                  | Pos                       |
| 81                        | Mikkel Honoré (DEN)       | 21.                       |
| 82                        | Ben Healy (IRL)           | 2.                        |
| 83                        | Andrea Piccolo (ITA)      | DNF                       |
| 84                        | Simon Carr (GBR)          | DNF                       |
| 85                        | Sean Quinn (USA)          | DNF                       |
| 87                        | Michael Valgren (DEN)     | 52.                       |

| Arkéa-Samsic ARK | Arkéa-Samsic ARK      | Arkéa-Samsic ARK |
| ---------------- | --------------------- | ---------------- |
| Num              | Ciclista              | Pos              |
| 91               | Warren Barguil (FRA)  | 17.              |
| 93               | Mathis Le Berre (FRA) | 50.              |
| 94               | Kévin Ledanois (FRA)  | DNF              |
| 95               | Łukasz Owsian (POL)   | 49.              |
| 96               | Andrii Ponomar (UKR)  | 25.              |
| 97               | Alan Riou (FRA)       | DNF              |

| Trek-Segafredo TFS | Trek-Segafredo TFS      | Trek-Segafredo TFS |
| ------------------ | ----------------------- | ------------------ |
| Num                | Ciclista                | Pos                |
| 101                | Edward Theuns (BEL)     | DNF                |
| 103                | Markus Hoelgaard (NOR)  | 46.                |
| 104                | Quinn Simmons (USA)     | DNF                |
| 105                | Toms Skujiņš (LAT)      | 9.                 |
| 106                | Asbjørn Hellemose (DEN) | DNF                |
| 107                | Mathias Vacek (CZE)     | 47.                |

| UAE Team Emirates UAD | UAE Team Emirates UAD      | UAE Team Emirates UAD |
| --------------------- | -------------------------- | --------------------- |
| Num                   | Ciclista                   | Pos                   |
| 111                   | Matteo Trentin (ITA)       | DNF                   |
| 112                   | Mikkel Bjerg (DEN)         | DNF                   |
| 113                   | Sjoerd Bax (NED)           | DNF                   |
| 114                   | Alessandro Covi (ITA)      | 13.                   |
| 115                   | Ryan Gibbons (RSA)         | DNF                   |
| 116                   | Marc Hirschi (SUI)         | 19.                   |
| 117                   | Vegard Stake Laengen (NOR) | DNF                   |

| Bingoal WB BWB | Bingoal WB BWB            | Bingoal WB BWB |
| -------------- | ------------------------- | -------------- |
| Num            | Ciclista                  | Pos            |
| 121            | Lucas Jacques (BEL)       | DNF            |
| 122            | Julian Mertens (BEL)      | 22.            |
| 123            | Floris De Tier (BEL)      | DNF            |
| 124            | Dimitri Peyskens (BEL)    | DNF            |
| 125            | Johan Meens (BEL)         | DNF            |
| 126            | Aaron Van der Beken (BEL) | DNF            |
| 127            | Luca Van Boven (BEL)      | DNF            |

| Team Flanders-Baloise TFB | Team Flanders-Baloise TFB | Team Flanders-Baloise TFB |
| ------------------------- | ------------------------- | ------------------------- |
| Num                       | Ciclista                  | Pos                       |
| 131                       | Jenno Berckmoes (BEL)     | 20.                       |
| 132                       | Kamiel Bonneu (BEL)       | 33.                       |
| 133                       | Vito Braet (BEL)          | 16.                       |
| 134                       | Alex Colman (BEL)         | DNF                       |
| 135                       | Sander De Pestel (BEL)    | DNF                       |
| 136                       | Elias Maris (BEL)         | 54.                       |
| 137                       | Ward Vanhoof (BEL)        | DNF                       |

| Bolton Equities Black Spoke Pro Cycling BEB | Bolton Equities Black Spoke Pro Cycling BEB | Bolton Equities Black Spoke Pro Cycling BEB |
| ------------------------------------------- | ------------------------------------------- | ------------------------------------------- |
| Num                                         | Ciclista                                    | Pos                                         |
| 141                                         | Logan Currie (NZL)                          | DNF                                         |
| 142                                         | Aaron Gate (NZL)                            | 51.                                         |
| 143                                         | Ryan Christensen (NZL)                      | DNF                                         |
| 144                                         | James Fouché (NZL)                          | DNF                                         |
| 145                                         | Mark Stewart (GBR)                          | 41.                                         |
| 146                                         | Jacob Scott (GBR)                           | 37.                                         |
| 147                                         | Rory Townsend (IRL) (estrada)               | DNF                                         |

| Human Powered Health HPM | Human Powered Health HPM       | Human Powered Health HPM |
| ------------------------ | ------------------------------ | ------------------------ |
| Num                      | Ciclista                       | Pos                      |
| 151                      | Charles-Étienne Chrétien (CAN) | DNF                      |
| 152                      | Gage Hecht (USA)               | DNF                      |
| 153                      | August Jensen (NOR)            | 48.                      |
| 154                      | Colin Joyce (USA)              | 55.                      |
| 155                      | Wessel Krul (NED)              | DNF                      |
| 156                      | Barnabás Peák (HUN)            | DNF                      |
| 157                      | Adam de Vos (CAN)              | 56.                      |

| Israel-Premier Tech IPT | Israel-Premier Tech IPT | Israel-Premier Tech IPT |
| ----------------------- | ----------------------- | ----------------------- |
| Num                     | Ciclista                | Pos                     |
| 161                     | Tom Van Asbroeck (BEL)  | DNF                     |
| 162                     | Simon Clarke (AUS)      | 40.                     |
| 163                     | Giacomo Nizzolo (ITA)   | DNF                     |
| 164                     | Daryl Impey (RSA)       | DNF                     |
| 165                     | Nick Schultz (AUS)      | DNF                     |
| 166                     | Corbin Strong (NZL)     | 23.                     |
| 167                     | Hugo Houle (CAN)        | 61.                     |

| Q36.5 Pro Cycling Team Q36 | Q36.5 Pro Cycling Team Q36 | Q36.5 Pro Cycling Team Q36 |
| -------------------------- | -------------------------- | -------------------------- |
| Num                        | Ciclista                   | Pos                        |
| 171                        | Jack Bauer (NZL)           | DNF                        |
| 173                        | Kamil Małecki (POL)        | DNF                        |
| 174                        | Cyrus Monk (AUS)           | DNF                        |
| 175                        | Alessandro Fedeli (ITA)    | DNF                        |
| 176                        | Tobias Ludvigsson (SWE)    | DNF                        |
| 177                        | Nickolas Zukowsky (CAN)    | DNF                        |

| Tudor Pro Cycling Team TUD | Tudor Pro Cycling Team TUD     | Tudor Pro Cycling Team TUD |
| -------------------------- | ------------------------------ | -------------------------- |
| Num                        | Ciclista                       | Pos                        |
| 181                        | Nils Brun (SUI)                | 27.                        |
| 182                        | Aloïs Charrin (FRA)            | DNF                        |
| 183                        | Lucas Eriksson (SWE) (estrada) | 36.                        |
| 184                        | Jacob Eriksson (SWE)           | DNF                        |
| 185                        | Alexander Kamp (DEN) (estrada) | 6.                         |
| 186                        | Miká Heming (GER)              | DNF                        |
| 187                        | Arthur Kluckers (LUX)          | 28.                        |

| Uno-X Pro Cycling Team UXT | Uno-X Pro Cycling Team UXT       | Uno-X Pro Cycling Team UXT |
| -------------------------- | -------------------------------- | -------------------------- |
| Num                        | Ciclista                         | Pos                        |
| 191                        | Martin Bugge Urianstad (NOR)     | 39.                        |
| 192                        | Anthon Charmig (DEN)             | 31.                        |
| 193                        | Tord Gudmestad (NOR)             | 38.                        |
| 194                        | Anders Halland Johannessen (NOR) | DNF                        |
| 195                        | Tobias Halland Johannessen (NOR) | 57.                        |
| 196                        | Jacob Hindsgaul Madsen (DEN)     | DNF                        |
| 197                        | Jonas Gregaard (DEN)             | 12.                        |

Convenções:
- AB: Abandono
- FLT: Retiro por chegada fora do limite de tempo
- NTS: Não tomou a saída
- DES: Desclassificado ou expulsado

## UCI World Ranking
A Flecha Brabanzona outorgou pontos para o UCI World Ranking para corredores das equipas nas categorias UCI WorldTeam, UCI ProTeam e Continental. As seguintes tabelas são o barómetro de pontuação e os dez corredores que obtiveram mais pontos:
| Posição             | 1.º | 2.º | 3.º | 4.º | 5.º | 6.º | 7.º | 8.º | 9.º | 10.º | 11.º | 12.º | 13.º | 14.º | 15.º | 16.º-30.º | 31.º-40.º |
| Classificação geral | 200 | 150 | 125 | 100 | 85  | 70  | 60  | 50  | 40  | 35   | 30   | 25   | 20   | 15   | 10   | 5         | 3         |

| Classificação |                  |                       |       |
| Posição       | Ciclista         | Equipa                | Geral |
| ------------- | ---------------- | --------------------- | ----- |
| 1.º           | Dorian Godon     | AG2R Citroën          | 200   |
| 2.º           | Ben Healy        | EF Education-EasyPost | 150   |
| 3.º           | Benoît Cosnefroy | AG2R Citroën          | 125   |
| 4.º           | Rémi Cavagna     | Soudal Quick-Step     | 100   |
| 5.º           | Axel Zingle      | Cofidis               | 85    |
| 6.º           | Alexander Kamp   | Tudor                 | 70    |
| 7.º           | Arnaud De Lie    | Lotto Dstny           | 60    |
| 8.º           | Andrea Bagioli   | Soudal Quick-Step     | 50    |
| 9.º           | Toms Skujiņš     | Trek-Segafredo        | 40    |
| 10.º          | Kim Heiduk       | Ineos Grenadiers      | 35    |